# Alfred Kuhn (Chemiker)
Alfred Kuhn (* 29. Dezember 1895 in Reichenbach (Vogtland); † 10. August 1960 in Bad Pyrmont) war ein deutscher Chemiker (Kolloidchemie).

## Leben
Während seines Studiums der Naturwissenschaften ab 1915 in Marburg und Leipzig wurde Kuhn in den Ersten Weltkrieg zum Kriegsdienst eingezogen. Nach dem Krieg konnte er seine Studien beenden. Er spezialisierte sich auf die Physikalische Chemie und wurde Assistent des Leipziger Hochschullehrers Wolfgang Ostwald. Dort wurde er 1921 zum Dr. phil. promoviert. Im Anschluss leitete er Ostwalds und Max Le Blancs kolloidchemisches sowie physikalisch-chemisches Praktikum.
Kuhn wechselte 1927 in die Industrie: Er wurde bei dem Pharmaunternehmen Dr. Madaus & Co. im sächsischen Radebeul, einem führenden Hersteller biologischer Heilmittel, Leiter der chemischen Abteilung. In den Jahren 1945 bis 1948 war er dort Technischer Direktor und richtete unter anderem eine Anlage zur Penicillingewinnung ein, zusammen mit dem Biologen Robert Thren, der dort die DDR-Penicillinproduktion aufbaute.
Madaus war enteignet und demontiert, und die beiden überlebenden Brüder Friedemund und Hans Madaus gingen in den Westen (Gerhard Madaus war 1942 verstorben), um ihr Unternehmen neu aufzubauen. Auch Kuhn zog 1949 in den Westen, wo er in Frankfurt am Main sein eigenes Unternehmen Dr. Kuhn & Co. führte. Zugleich wirkte er als Filialleiter von Madaus in Köln. Ab 1955 war er als Leiter von Madaus’ Literaturabteilung beschäftigt, zudem wirkte er als Lektor.

## Wirken
Kuhn förderte bei Madaus das Verstehen der Mechanismen biologischer Heilmittel und brachte damit die wissenschaftliche Phytotherapie, aber auch die Homöopathie, voran. Er befasste sich mit der Verarbeitung und Anwendung von Frischpflanzen, pflanzlichen und tierischen Drogen. Neben Vitaminbestimmungen klärte er Vorgänge bei der Herauslösung der Pflanzeninhaltsstoffe und bei ihrer Haltbarmachung und er erarbeitete Mechanismen zur Bewertbarkeit der unterschiedlichen Wirkstoffe.
Neben rund 60 Patentschriften verfasste Kuhn zahlreichen Publikationen zu seinen Erkenntnissen, daneben schrieb er an einigen Werken zur Kolloidchemie und Physikalischen Chemie mit. Er war Mitautor an Madaus’ Lehrbuch der biologischen Heilmittel sowie am Homöopathischen Arzneibuch.

## Mitgliedschaften
Kuhn war Mitglied der Kolloid-Gesellschaft, als deren Schriftführer er 1931 wirkte.

## Werke

### Autorenschaft/Mitautorenschaft
- Über die Quellung der Gelatine in wäßrigen Lösungen organischer Säuren. Diss. Leipzig. o. O., o. J. In: Kolloidchem. Beihh. 14, 1921.
- Zusammen mit Wolfgang Ostwald: Kleines Praktikum der Kolloidchemie. 1930.
- Wörterbuch der Kolloidchemie. Steinkopff, Dresden 1932.
- Handbuch der Naturwissenschaften. II, 1933.
- Gerhard Madaus (Hrsg.): Lehrbuch der biologischen Heilmittel, 3 Bände, Olms Verlag; Auflage: (Nachdr. d. Ausg. Georg Thieme, Leipzig 1938) (1999) ISBN 3-487-05889-8. Digitalisate d. Ausg. Leipzig 1938, Universitätsbibliothek Braunschweig: Band 1, Band 2, Band 3, Registerband
- Physikalisch-chemisches Taschenbuch. Hrsg. v. H. Staude. I, 1945.

### Herausgeberschaft
- Kolloidchemisches Taschenbuch. Akademische Verlagsgesellschaft, Leipzig 1935, 5. Auflage Leipzig 1944, 1953, 1960.
- Kolloidchemisches Taschenbuch. Geest & Portig, 1948.

### Patente
- Rund 60 in- und ausländische Patente.